# Mario Dorgeles
Pour les articles homonymes, voir Dorgeles.
Mario Dorgeles né le 7 août 2004 à Andokoi en Côte d'Ivoire, est un footballeur international ivoirien qui évolue au poste de milieu central au SC Braga.

## Biographie

### En club
Né à Andokoi en Côte d'Ivoire, Mario Dorgeles passe par la Right to Dream Academy basée au Ghana, où il est formé. Il rejoint le 9 août 2022 le club partenaire du FC Nordsjælland, au Danemark.
Il joue son premier match en professionnel avec le FC Nordsjælland, lors d'une rencontre de championnat contre l'Aalborg BK le 14 août 2022. Il entre en jeu à la place de Lasso Coulibaly et les deux équipes se neutralisent (0-0 score final).
Le 10 août 2023, Dorgeles joue son premier match de coupe d'Europe, lors d'une rencontre qualificative pour la phase de groupe de la Ligue Europa Conférence 2023-2024 contre le Steaua Bucarest. Il est titularisé et les deux équipes se séparent sur un match nul (0-0 score final).
Ses prestations avec le club danois attirent différents clubs étrangers, en mars 2024 ce sont Arsenal, Chelsea ou encore Newcastle United qui sont évoqués,.
Le 4 juillet 2025, Mario Dorgeles rejoint le Portugal afin de signer en faveur du SC Braga, club avec lequel il signe un contrat courant jusqu'en juin 2030,.

### En sélection
Mario Dorgeles représente l'équipe de Côte d'Ivoire des moins de 23 ans, jouant son premier match avec cette sélection le 21 novembre 2023 contre l'Irak. Il est titularisé et son équipe s'impose par quatre buts à zéro.